# Caravaggio
För andra betydelser, se Caravaggio (olika betydelser).

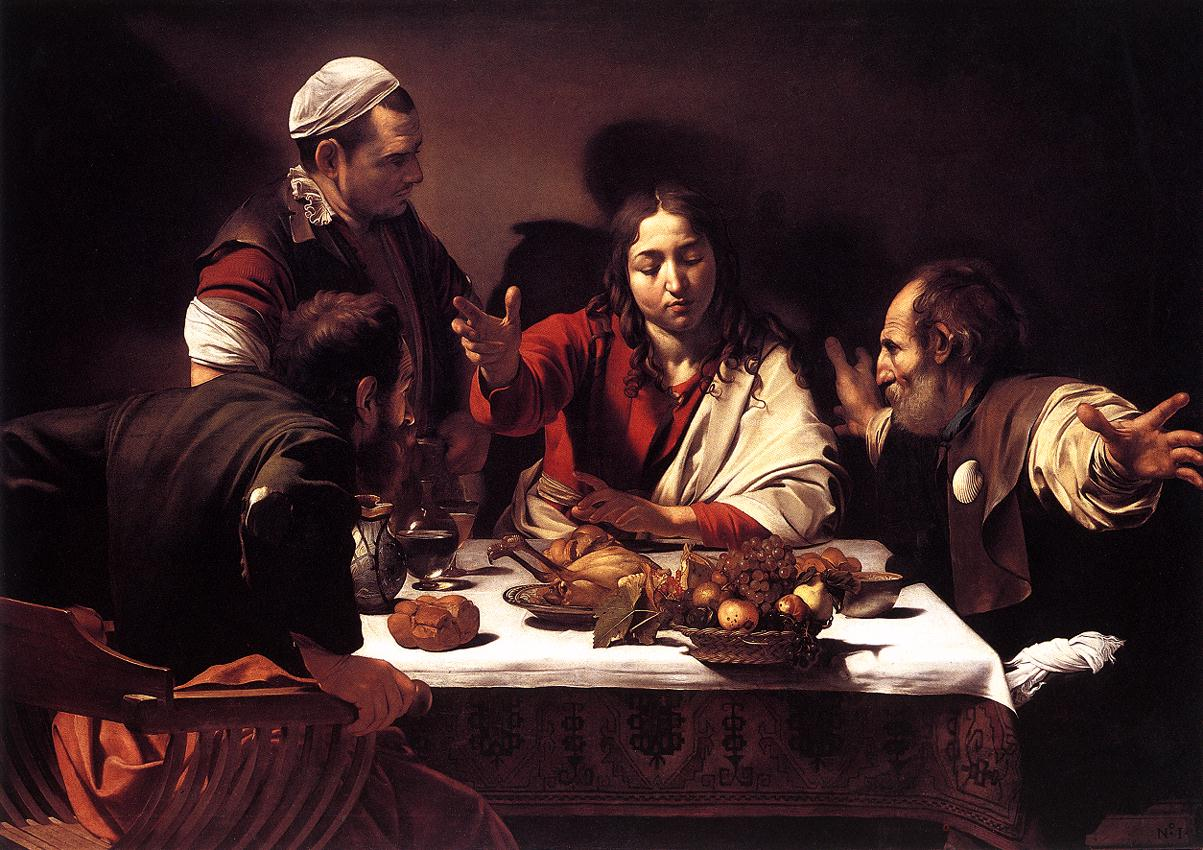
Måltiden i Emmaus (1601). National Gallery i London.

Caravaggio, egentligen Michelangelo Merisi da Caravaggio (alternativt Amerighi Caravaggio), född 29 september 1571 i Milano, död 18 juli 1610 i Porto Ercole i Toscana, var en italiensk barockmålare.

## Biografi

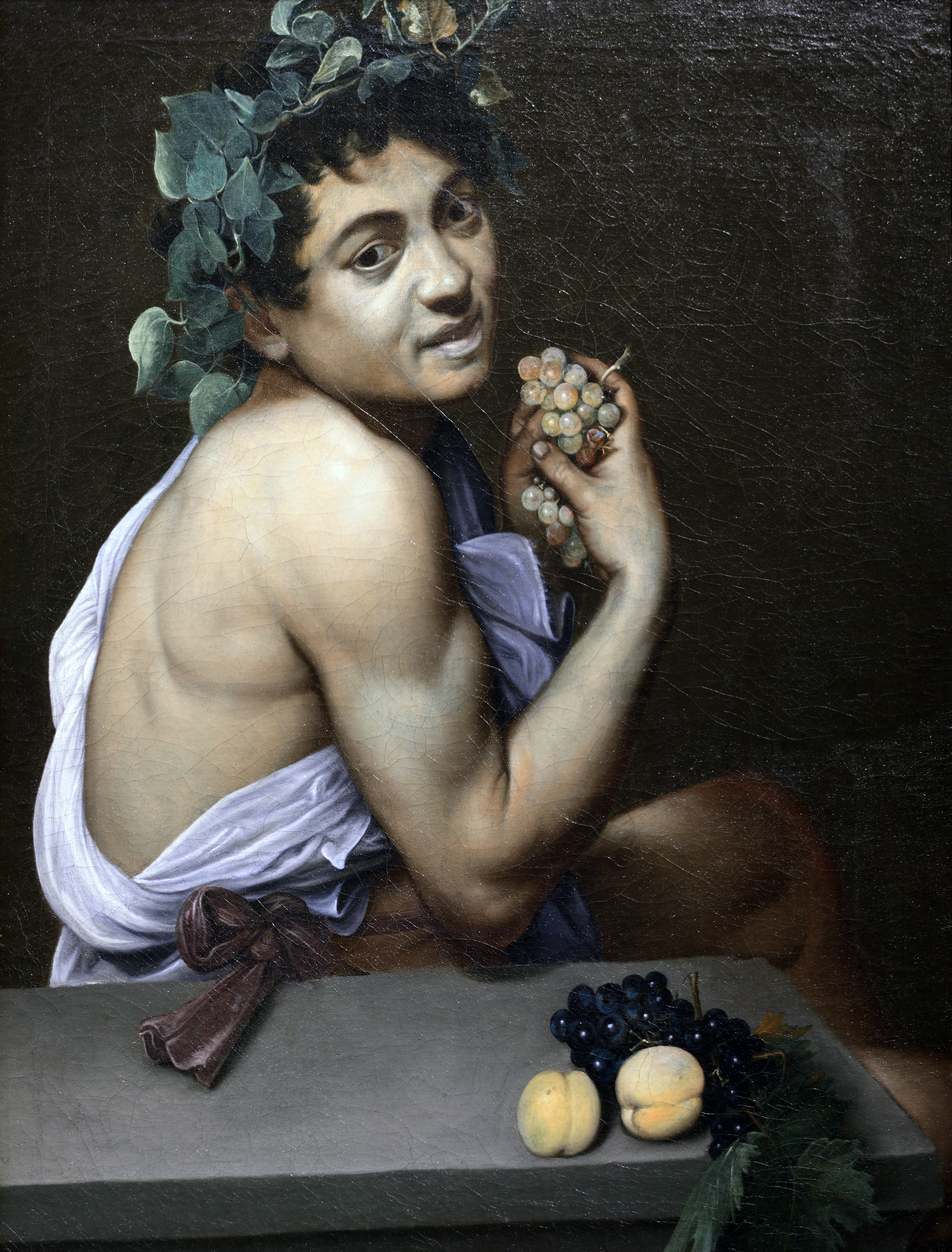
Sjuk Bacchus (1593–1594). Galleria Borghese i Rom.

### Tidiga år och Rom
Caravaggio gick från 1584 till 1588 i lära hos Simone Peterzano i Milano och arbetade därefter i sin hemstad Caravaggio fram till sin moders död och uppdelningen av arvet 1592. Därefter flyttade Caravaggio till Rom och fick initialt klara sig på tillfälliga arbeten. Hans första år i staden var kaotiska och är inte särskilt väldokumenterade; det var under denna tid som han fick rykte om sig att vara en våldsam och grälsjuk man, som ofta hamnade i slagsmål och dueller och därigenom i problem med rättsväsendet. Det är bekant att han först levde ytterst fattigt. Han arbetade för bland andra Cavalier d'Arpino, i vars tjänst han framställde flera ungdomsverk, till exempel Ung man med fruktkorg och Sjuk Bacchus. Flera historiker har talat om en möjlig resa till Venedig, vilket skulle förklara vissa venetianska drag i hans verk (i synnerhet Vila under flykten till Egypten), men resan har aldrig kunnat beläggas. 
År 1595 började han att sälja sina målningar genom mäster Valentino, en konsthandlare, och år 1596 vände lyckan, då den inflytelserike kardinalen Francesco del Monte köpte några av hans målningar. Kardinalen beställde därtill en serie målningar till Contarellikapellet i kyrkan San Luigi dei Francesi. Caravaggio utförde tre dukar med motiv från aposteln och evangelisten Matteus liv: Matteus kallelse, Matteus och ängeln samt Matteus martyrium. Målningarna väckte stort uppseende på grund av sin verklighetstrogna stil. Matteus och ängeln fick målas om; prästerskapet menade att evangelisten i den första versionen av målningen framstod som alltför osjälvständig, eftersom ängeln i denna version helt tydligt styrde Matteus hand och penna över papperet – som om evangelisten saknade egen formuleringsförmåga.
Tiden Caravaggio tillbringade under kardinalens beskydd i Rom var inte utan svårigheter. Konstnären var oregerlig och hamnade flera gånger både på sjukhus och i fängelse. Samtidigt blev han mycket efterfrågad med ständiga beställningar.

### Efter Rom
Till slut gjorde sig Caravaggio omöjlig; ett bråk i maj 1606 med Ranuccio Tommasoni ledde till att han slog ihjäl sin motståndare. Caravaggio dömdes till döden och flydde från Rom, dit han ständigt ville återvända, men utan att lyckas; han tillbringade resten av sitt liv på resande fot mellan olika städer i Italien. Han begav sig först till Neapel och därefter till Malta, dit han anlände sommaren 1607. Han presenterades där som en berömd konstnär för malteserriddarnas stormästare, Alof de Wignacourt, vars porträtt han målade två gånger. Orden tog honom under sitt beskydd och det följande året trädde han in i riddarsällskapet. En skandal orsakade att han uteslöts bara ett år senare. På Malta målade han Johannes Döparens halshuggning och andra verk som beställdes av prästerskapet på ön. 

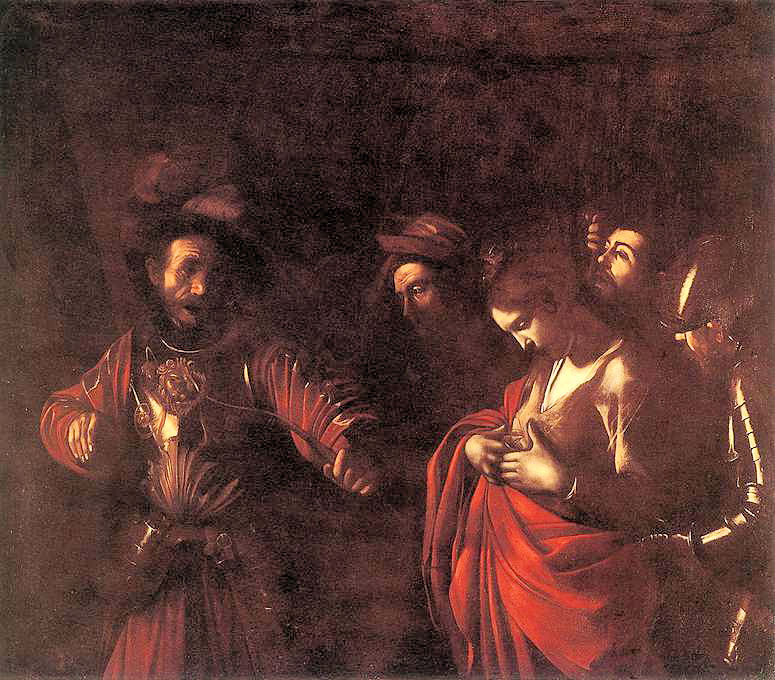
Den heliga Ursulas martyrium (1610). Galleria di Palazzo Zevallos Stigliano i Neapel.

Caravaggios konst under denna tid uppvisar en fördjupad känslighet och psykologisk insikt. Med hjälp av olika beskyddare och mindre provocerande motivval försökte han bli benådad av påven och därmed få rätt att återvända till Rom. Tillbaka i Neapel 1609 hamnade han emellertid i ett slagsmål som nästan kostade honom livet; ryktet spreds i Rom att han hade avlidit. Han målade efter sin konvalescens flera betydande verk; Johannes Döparen, en mycket dyster David med Goljats huvud och Den heliga Ursulas martyrium. Den sistnämnda är troligen hans sista verk. Det var först 1610 som han fick nyheten att påven var beredd att benåda honom. Han begav sig genast till Rom sjövägen. När båten stannade till vid Porto Ercole uppstod emellertid ett missförstånd och Caravaggio kastades i fängelse, där han blev sjuk. Båten väntade inte på honom och när han efter två dagar blev frisläppt – febrig och svag – irrade han längs stranden i det starka solskenet. Några dagar senare, den 18 juli 1610, dog han under oklara omständigheter, förmodligen av lunginflammation. Han fick aldrig veta att påven Paulus V till sist hade benådat honom; budet nådde fram tre dagar efter hans död.

## Caravaggios stil

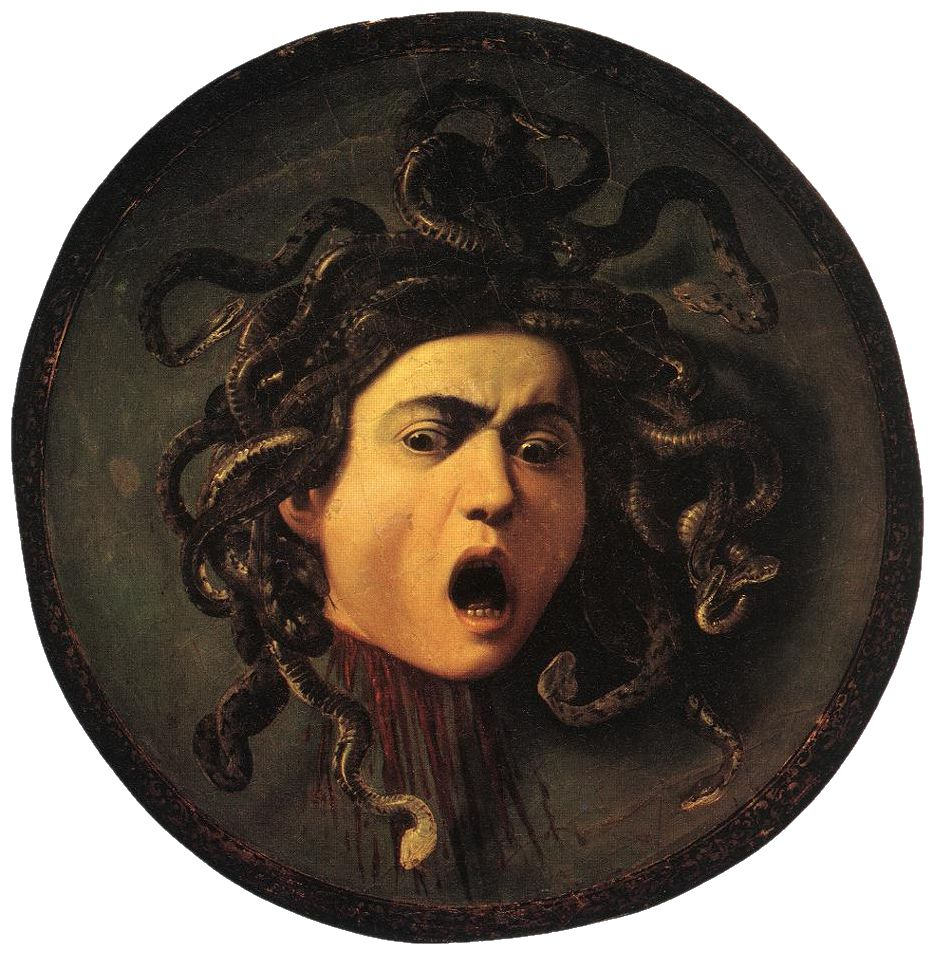
Medusas huvud (1592–1600). Uffizierna i Florens.

Caravaggio är känd för sin verklighetstrogna stil och för sina kontroversiella och ibland mörka motiv. Hans verk präglas av starka kontraster, s.k. chiaroscuro (italienska ’ljus-mörk’). Det kraftfulla ljus- och skuggspelet bidrar till dramatiken i Caravaggios verk. Som modeller i hans målningar användes ofta vanliga människor som porträtterades med stor detaljrikedom. 
Åren kring sekelskiftet 1600 var Caravaggio och Annibale Carracci portalfigurer inom det romerska barockmåleriet. Trots att de senare skulle komma att betraktas som grundarna av två oförsonligt divergerande tendenser inom måleriet var de båda på sin tid lika beundrade, ofta av samma människor. År 1600 beställde faktiskt en kyrkojurist för sitt gravkapell (Cappella Cerasi) i kyrkan Santa Maria del Popolo en altartavla av Carracci och två målningar för sidoväggarna av Caravaggio. 

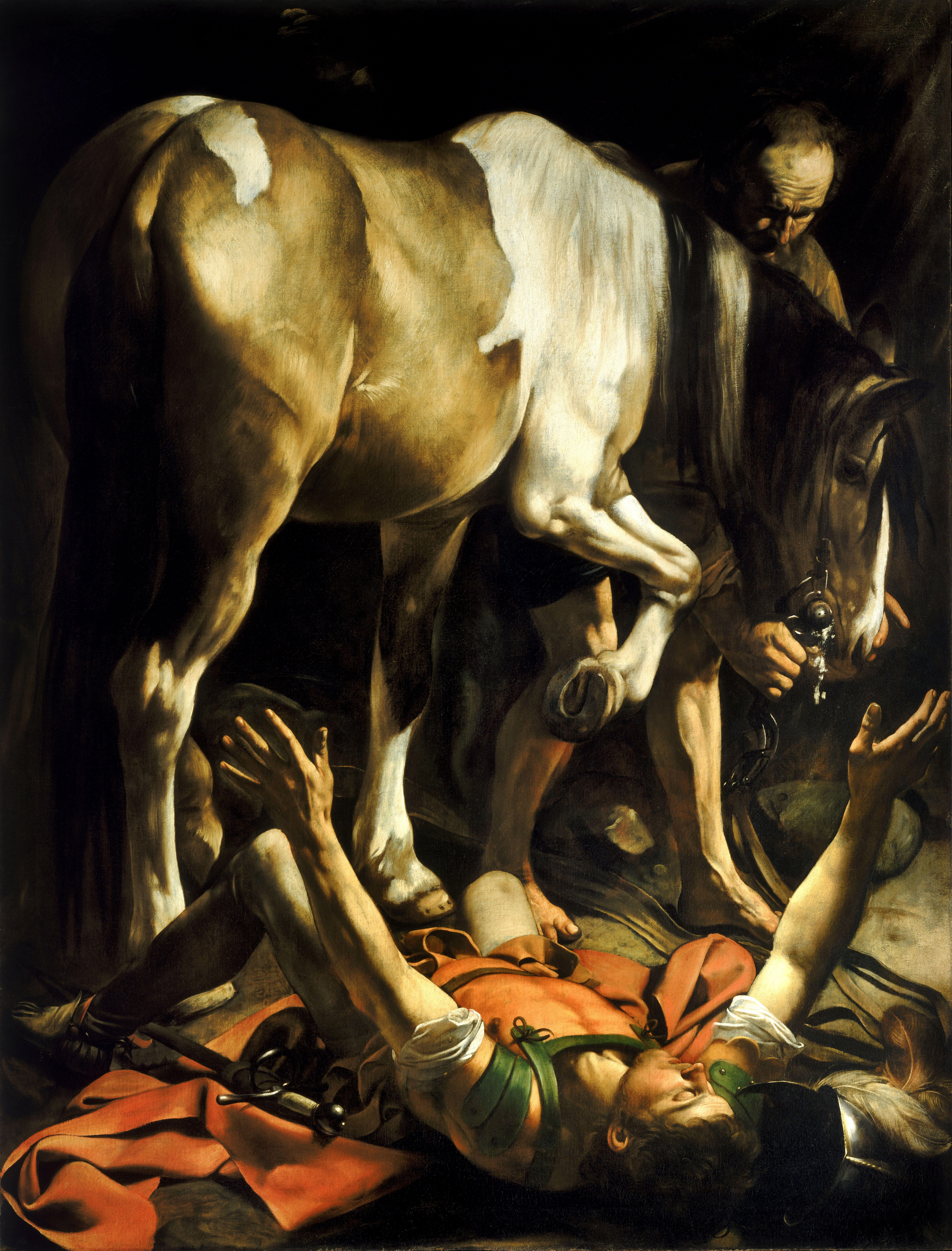
Pauli omvändelse (1600). Cappella Cerasi, Santa Maria del Popolo, Rom.

I den ena av Caravaggios målningar, Pauli omvändelse, har den verklighetstrogna stilen helt ersatt den i religiösa målningar vanliga symboliken. Målningen har samma rättframhet som Nya testamentets ordknappa redogörelse för hur de kristnas förföljare Saul mirakulöst omvändes till att bli apostel. 
Paulus framställs som en ung soldat med en första antydan till skäggväxt och hans häst är en kraftigt byggd skäck, som hålls av en gammal man med rynkad panna och begynnande flintskallighet – en av de bönder, vilkas förgrundsposition i senare målningar av Caravaggio väckte anstöt hos en del av hans samtida. De grova strukturerna är återgivna med illusionistisk skicklighet. Målningen illustrerar effektivt ”mysteriet” i Pauli omvändelse, precis som beställarkontraktet angav att den skulle göra. Paulus armar och händer är utsträckta för att ta emot det gudomliga ljuset, som bländar honom och tränger in i hans hjärta. Caravaggio var nästan säkert medveten om den vikt, som Ignatius av Loyolas Andliga övningar lade vid sinnena snarare än intellektet som medel för att uppnå andlig insikt, och med sina verklighetstrogna gestalter är hans målning en oförtäckt anmodan att delta i omvändelsens mysterium. Betecknande nog har målningen som störst dramatisk verkan då man knäböjande betraktar den vid kapellets skrank.

## Caravaggios betydelse

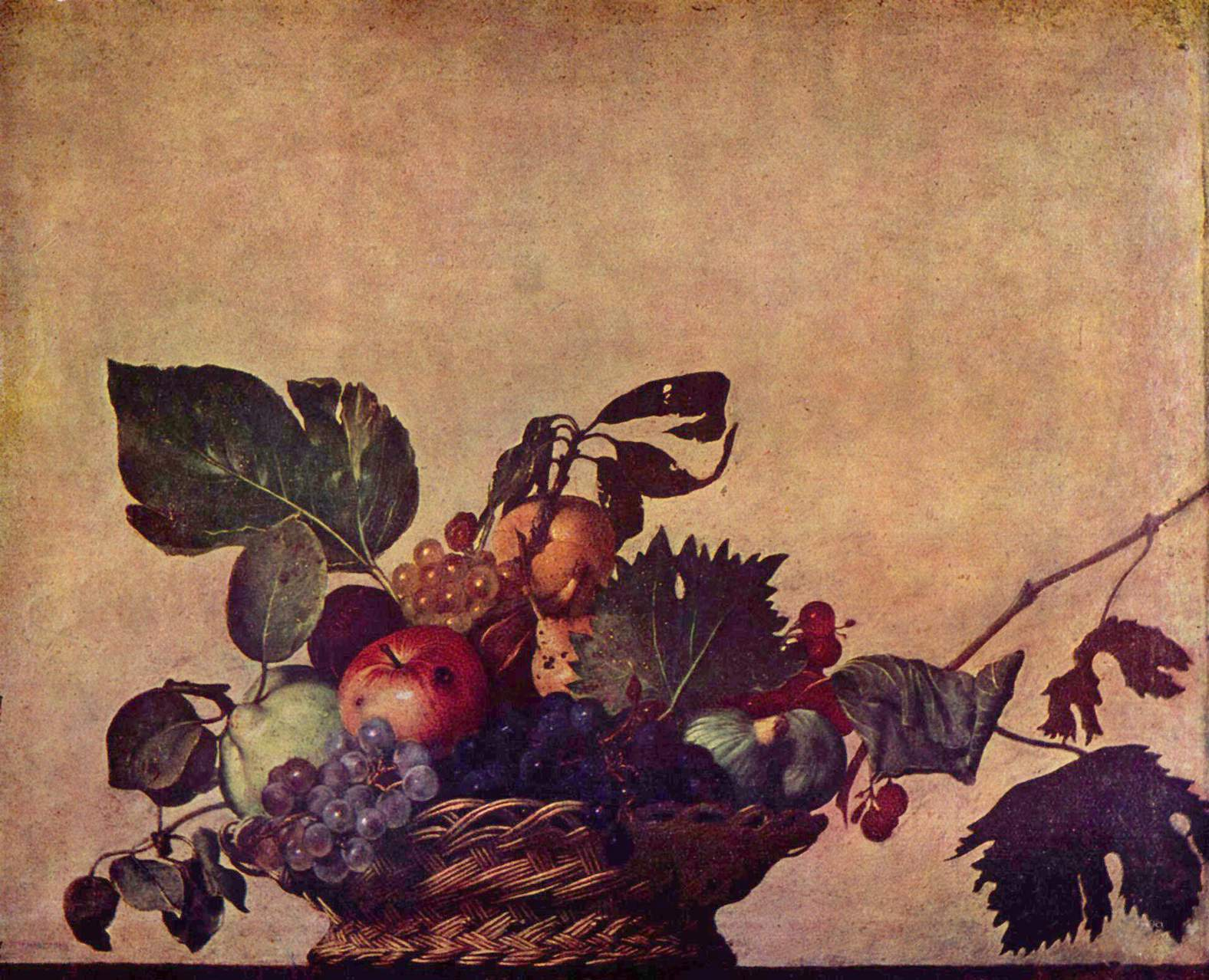
Fruktkorgen (cirka 1594–1599). Ambrosianska biblioteket i Milano.

Genom att i sina målningar låta människor från gatan stå modell för heliga figurer bröt Caravaggio totalt med traditionen. Dessutom använde han ljus på ett dramatiskt vis, så kallad klärobskyr (italienska chiaroscuro) eller ljusdunkelmåleri. Genom starka kontraster mellan ljus och skugga skapade han största möjliga dramatiska effekt. De flesta av Caravaggios målningar präglas av denna teknik, där huvudpersonerna befinner sig i dunkel, antingen i ett mörkt rum, ett nattlandskap eller helt enkelt mot en svart bakgrund. Ett starkt och ibland hårt ljus faller in som en stråle för att belysa den centrala scenen med samma effekt som en strålkastare på en teaterscen och resultatet är en dramatisk och ofta mystisk atmosfär.

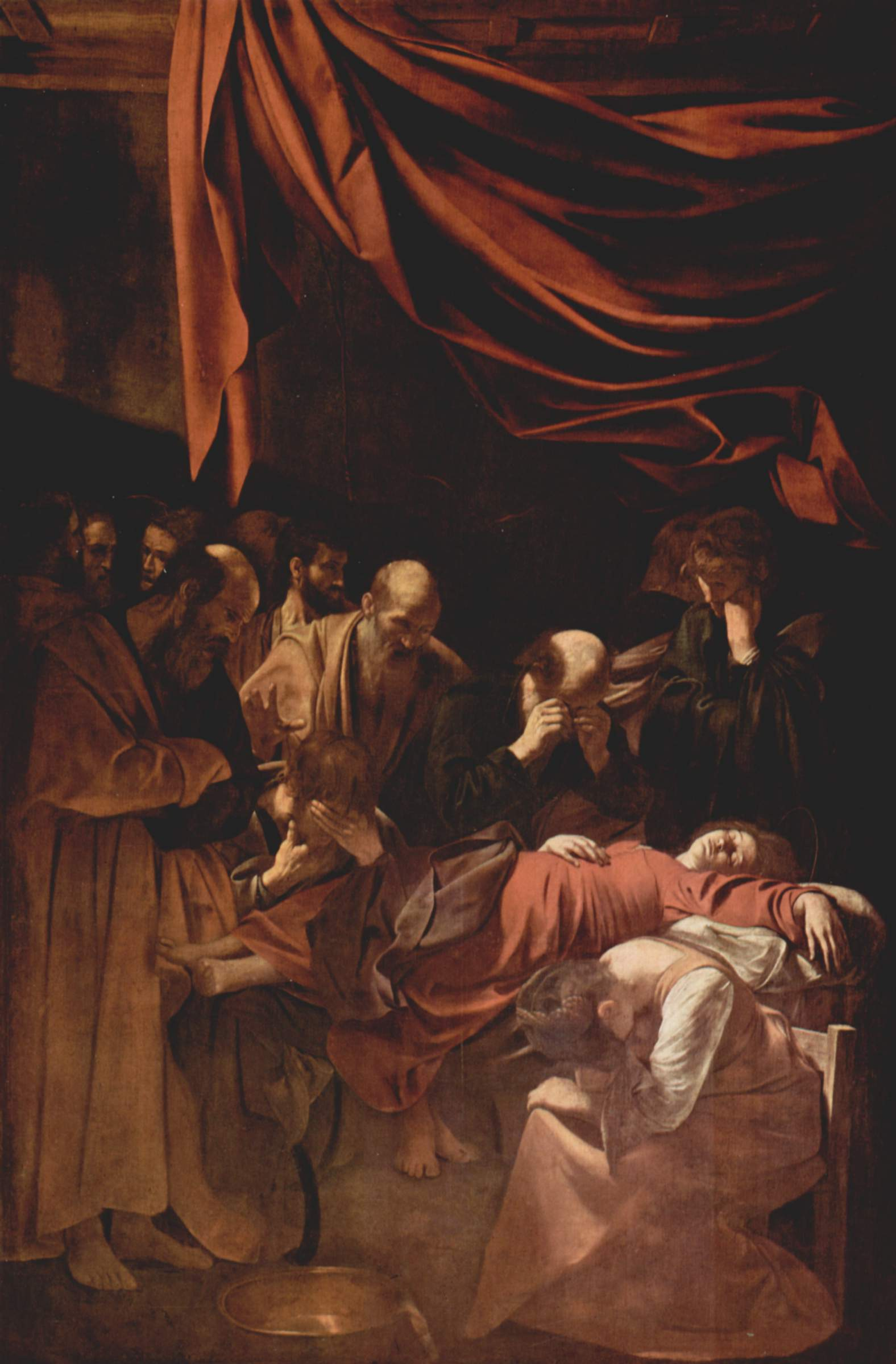
Jungfru Marie död (1606). Louvren i Paris.

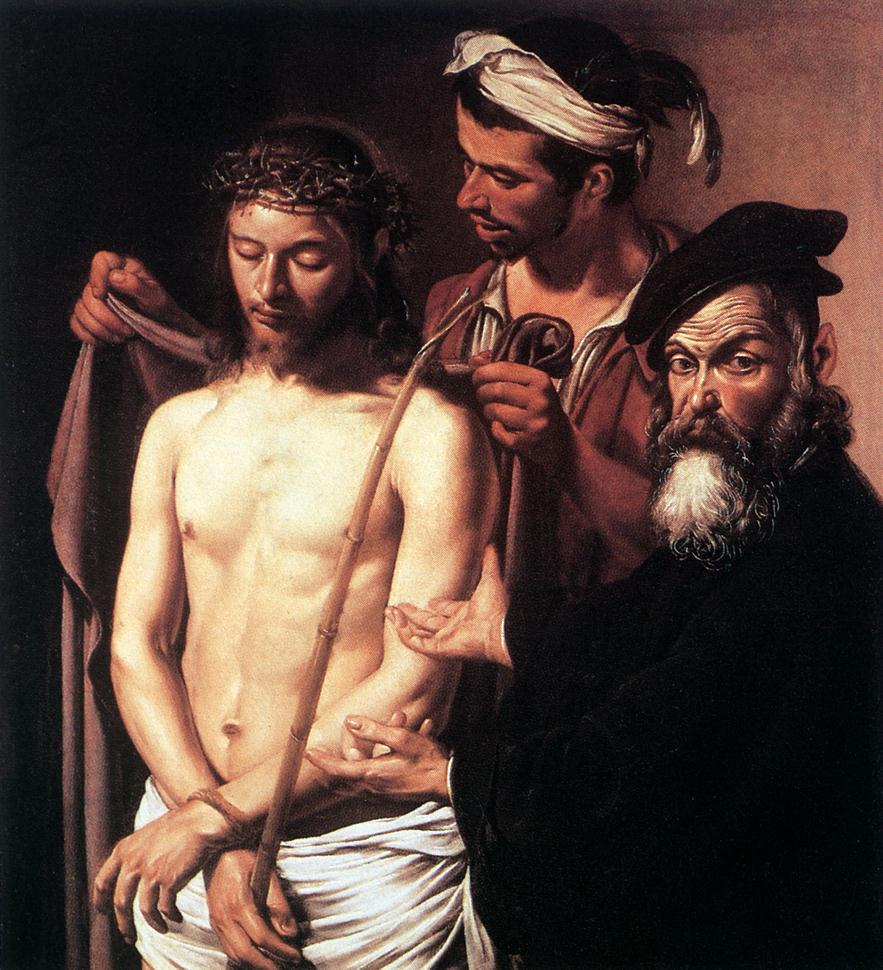
Ecce Homo (1606). Palazzo Rosso i Genua.

Under 1900-talet återupptäcktes Caravaggios konst efter att under sekler ha fallit i glömska. Icke desto mindre har många av de stora konstnärerna från hans egen tid och de följande århundradena starkt inspirerats av Caravaggio och hans dramatiska, skuggrika konst. George de La Tour, Nicolas Poussin, Diego Velázquez, Peter Paul Rubens och Rembrandt var några av dem som lät sig påverkas. Caravaggio fick grupper av efterföljare som i Italien kallades caravaggisti (caravaggisterna) och i Spanien tenebristi (efter tenebro, 'mörk').
De flesta av konstnärens motiv var religiösa. Det låg i den katolska motreformationens intresse att med dramatiska och talande bilder kunna uppvisa en kontrast mot den stränga protestantismen som, åtminstone i sin kalvinistiska form, inte accepterade några bilder alls. Å andra sidan uppskattades inte Caravaggios sätt att avbilda bibliska personer och helgon med modeller från slumkvarteren och tavernorna. 
I Jungfru Marie död avbildade Caravaggio Maria i allt annat än smickrande former. Ett envetet rykte sade att modellen hade varit liket efter en havande prostituerad som fiskats upp ur Tibern. Målningen var ämnad för karmelitkyrkan Santa Maria della Scala i Trastevere, men karmeliterna avvisade den som olämplig.
Människokroppen utövade en stor fascination på Caravaggio, men han målade så vitt man vet aldrig några nakenstudier av kvinnor. Han var pionjär inom stillebenmåleri, exempelvis med Fruktkorgen (cirka 1597).
Asteroiden 12148 Caravaggio är uppkallad efter honom.

## Verk i urval

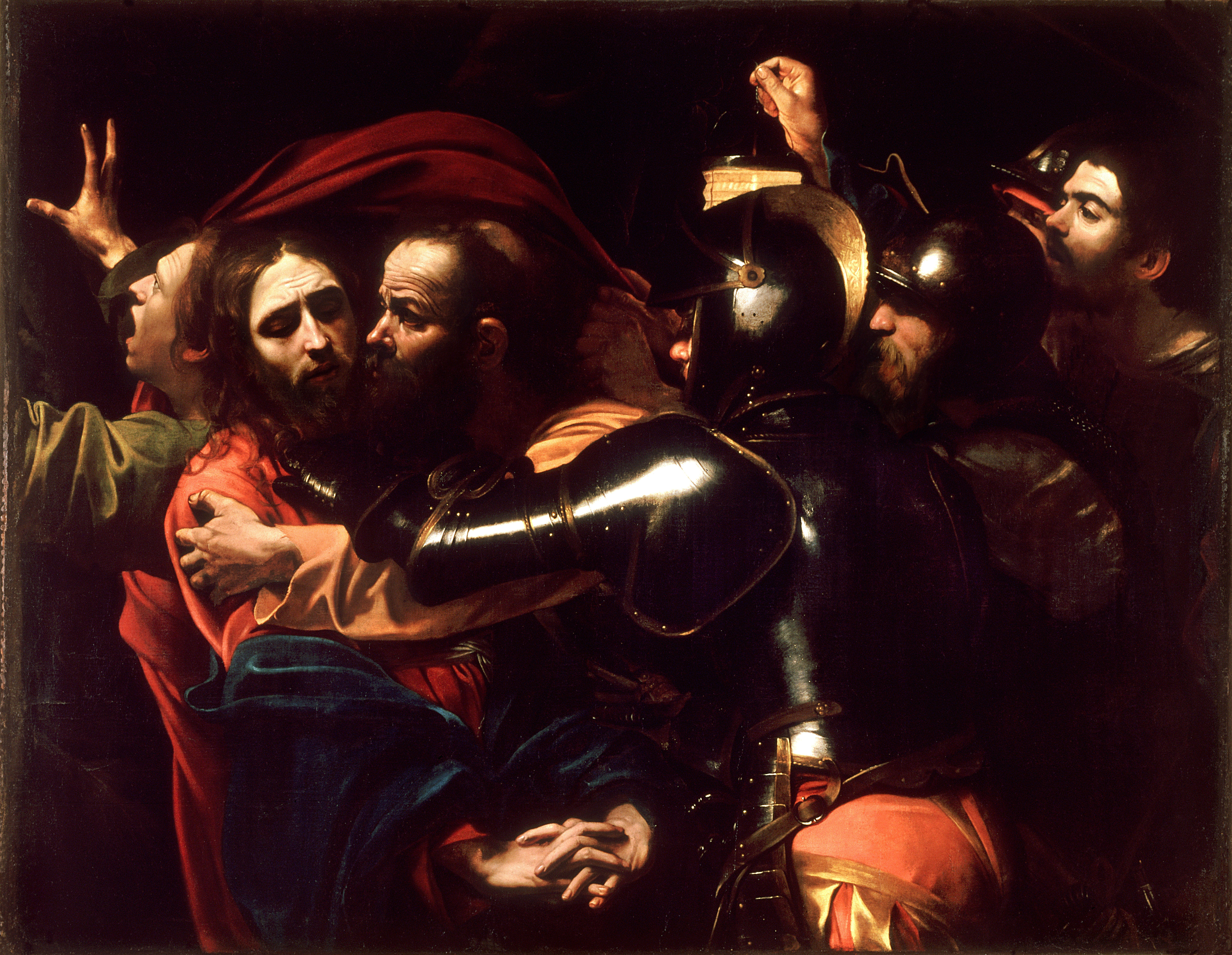
Judaskyssen är ett av världens mästerverk. Målningen stals 2008 från ett konstmuseum i staden Odessa i Ukraina. men återfanns av polisen två år senare.

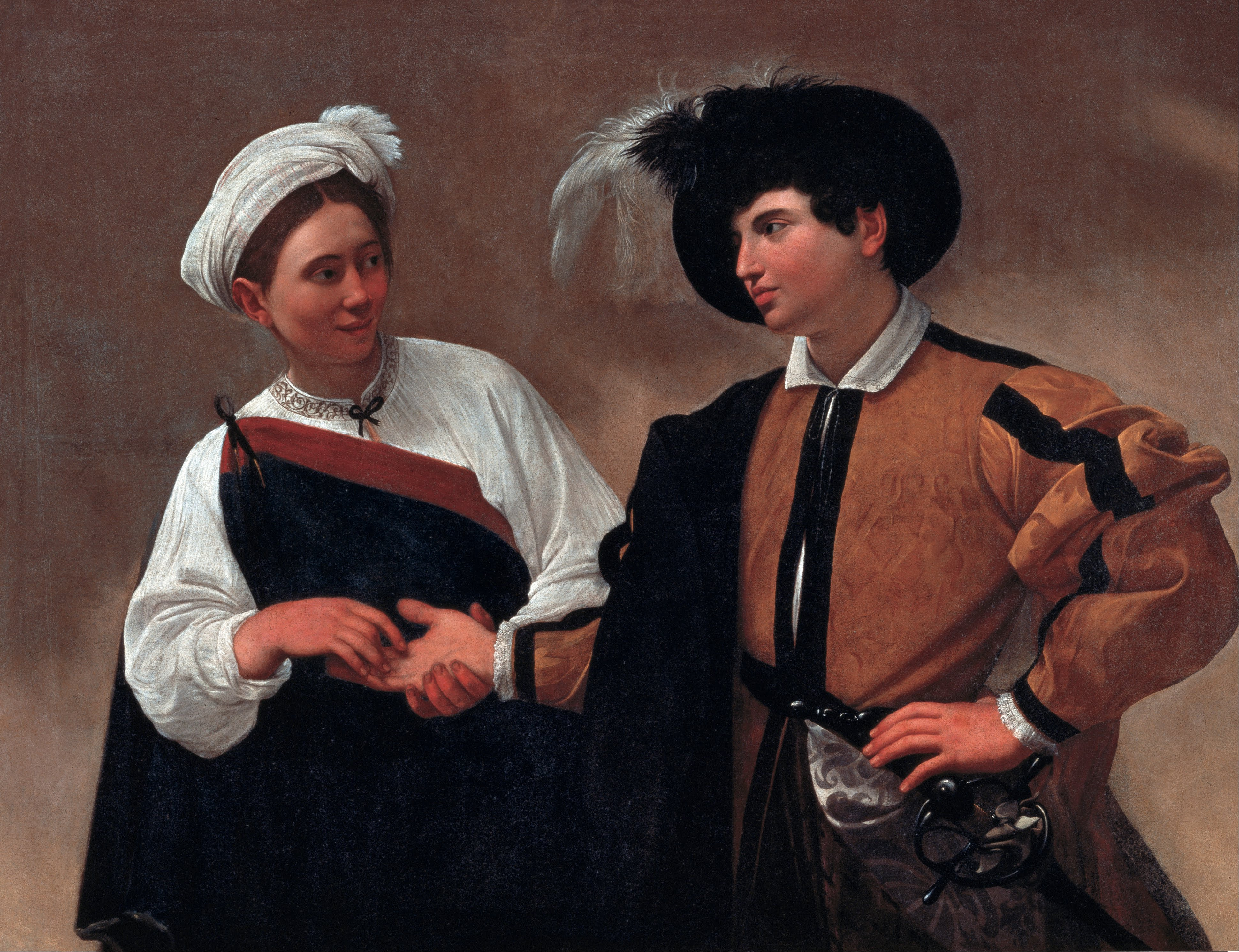
Spåkvinnan (1594–1595), i vilken en kvinna lurar pengar av en oförstående yngling i plymförsedd hatt. Motivet förekom på den italienska 100 000-liressedeln bredvid ett porträtt av Caravaggio.

- Ung man med fruktkorg (cirka 1593)
- Bacchus (cirka 1596) Uffizierna, Florens
- Den botfärdiga Magdalena (1596–1597)
- Fruktkorgen (cirka 1597)
- Heliga Katarina av Alexandria (cirka 1598)
- Judit och Holofernes (cirka 1598)
- Narkissos (cirka 1597–1599)
- Cappella Contarini, San Luigi dei Francesi, Rom
  - Matteus kallelse (1599–1600)
  - Matteus martyrium (1599–1600)
  - Matteus och ängeln (1602)
- Judaskyssen (1602)
- Cappella Cerasi, Santa Maria del Popolo, Rom
  - Petri korsfästelse (1600)
  - Pauli omvändelse (1600)
- Isaks offer (1601–1602) Uffizierna, Florens
- Tomas Tvivlaren (1601–1602)
- Måltiden i Emmaus (1601–1602)
- Kristi gravläggning (1602–1603)
- Madonna di Loreto (1603–1605)
- Jungfru Marie död (1605–1606)
- Madonna dei Palafrenieri (1606)
- De sju barmhärtighetsgärningarna (1607)
- Johannes Döparens halshuggning (1608)
- Heliga Lucias begravning (1608)
- Kristus uppväcker Lasarus (1608–1609)
- Heliga Ursulas martyrium (1610)